# Choi Hong-man
Pour les articles homonymes, voir Choi.
Dans ce nom coréen, le nom de famille, Choi, précède le nom personnel.
Hong-Man Choi (최홍만 崔洪萬), né le 30 octobre 1980 à Jeju en Corée du Sud, est un kick-boxeur et pratiquant sud-coréen d'arts martiaux mixtes (MMA).

## Palmarès en carrière
| Date              | Résultat | Adversaire        | Nom de l'événement            | Méthode                  | Round   | Temps |
| ----------------- | -------- | ----------------- | ----------------------------- | ------------------------ | ------- | ----- |
| 31 décembre 2008  | Défaite  | Mirko Filipović   | Dynamite!! 2008               | TKO (knee kick)          | Round 1 | 6:32  |
| 31 décembre 2007  | Défaite  | Fedor Emelianenko | Yarennoka!                    | Soumission (clé de bras) | Round 1 | 1:54  |
| 31 décembre 2006  | Victoire | Bobby Ologun      | K-1 - Premium 2006 Dynamite!! | TKO (punch)              | Round 1 | 0:16  |
| 27 septembre 2008 | Défaite  | Badr Hari         | K-1 - World Grand Prix 2008   | TKO (Corner Stoppage)    | 4       | 0:00  |